# ليرن ويث بوكيمون: تايبنغ أدفانتشر
ليرن ويث بوكيمون: تايبنغ أدفانتشر (بالإنجليزية: Learn with Pokémon: Typing Adventure)‏ (باليابانية: バトル&ゲット！ポケモンタイピングDS)، هي لعبة فيديو تعليمية من تطوير ستوديو جينيوس سونوريتي، ومن نشر ذا بوكيمون كومباني اليابانية، صدرت في السوق سنة 2011، وهي أول لعبة من سلسلة بوكيمون بخصوص التعليم، وتظهر معظم مراحل هذه اللعبة بنقرة طبعة لوحة التحكم على الحرف للحصول على الإجابة الصحيحة، وعدم ارتكاب الخطأ، حيث تتطلب اللعبة شراء لوحة التحكم المخصصة لنظام نينتندو دي إس المحمول.

## المواقع الخارجية
- الموقع الرسمي بالانكليزيه